# Pyura
Genre
Pyura est un genre d'ascidies de la famille des Pyuridés.

## Liste d'espèces
Selon World Register of Marine Species (22 octobre 2023) :

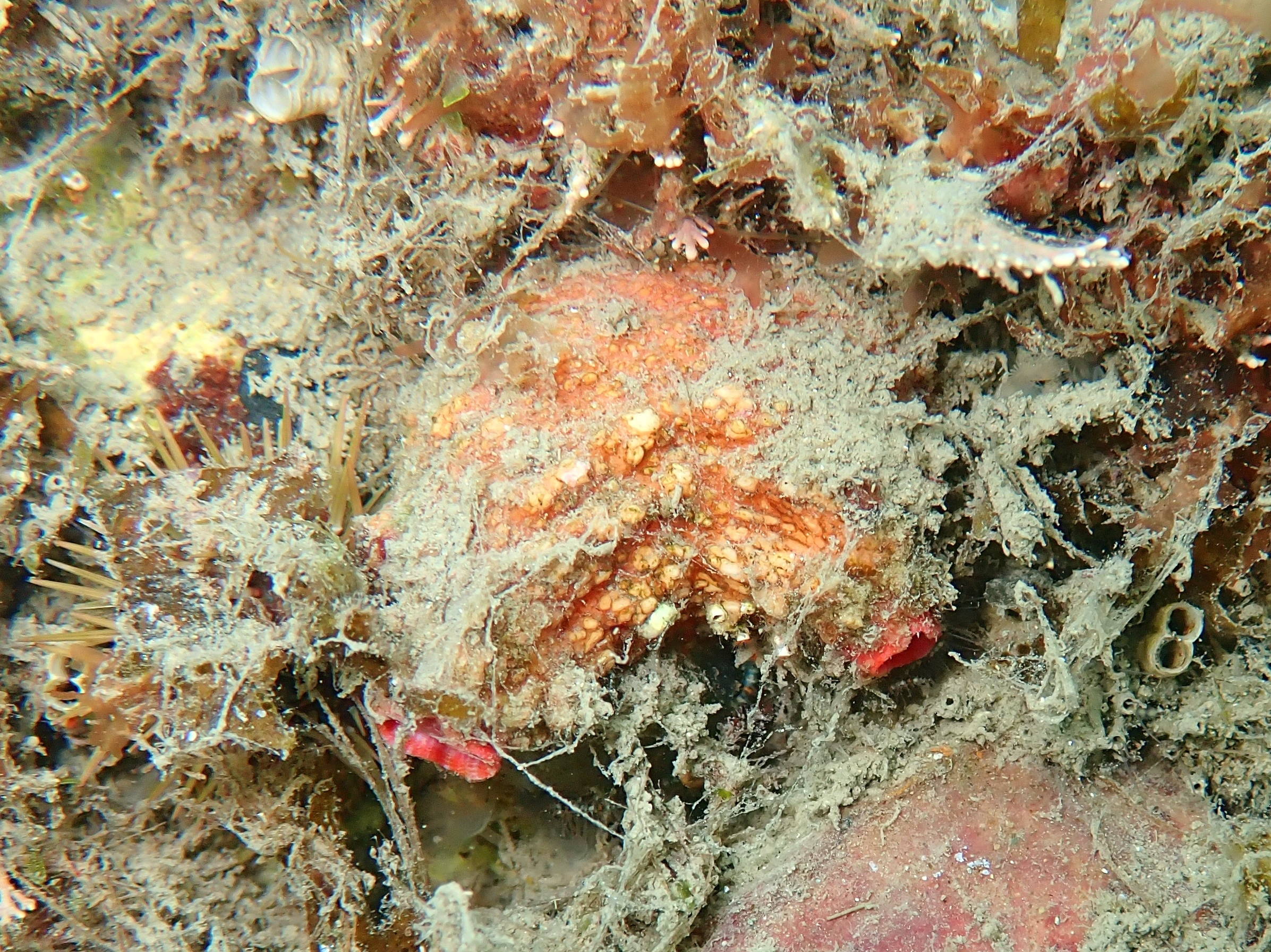
Pyura dura
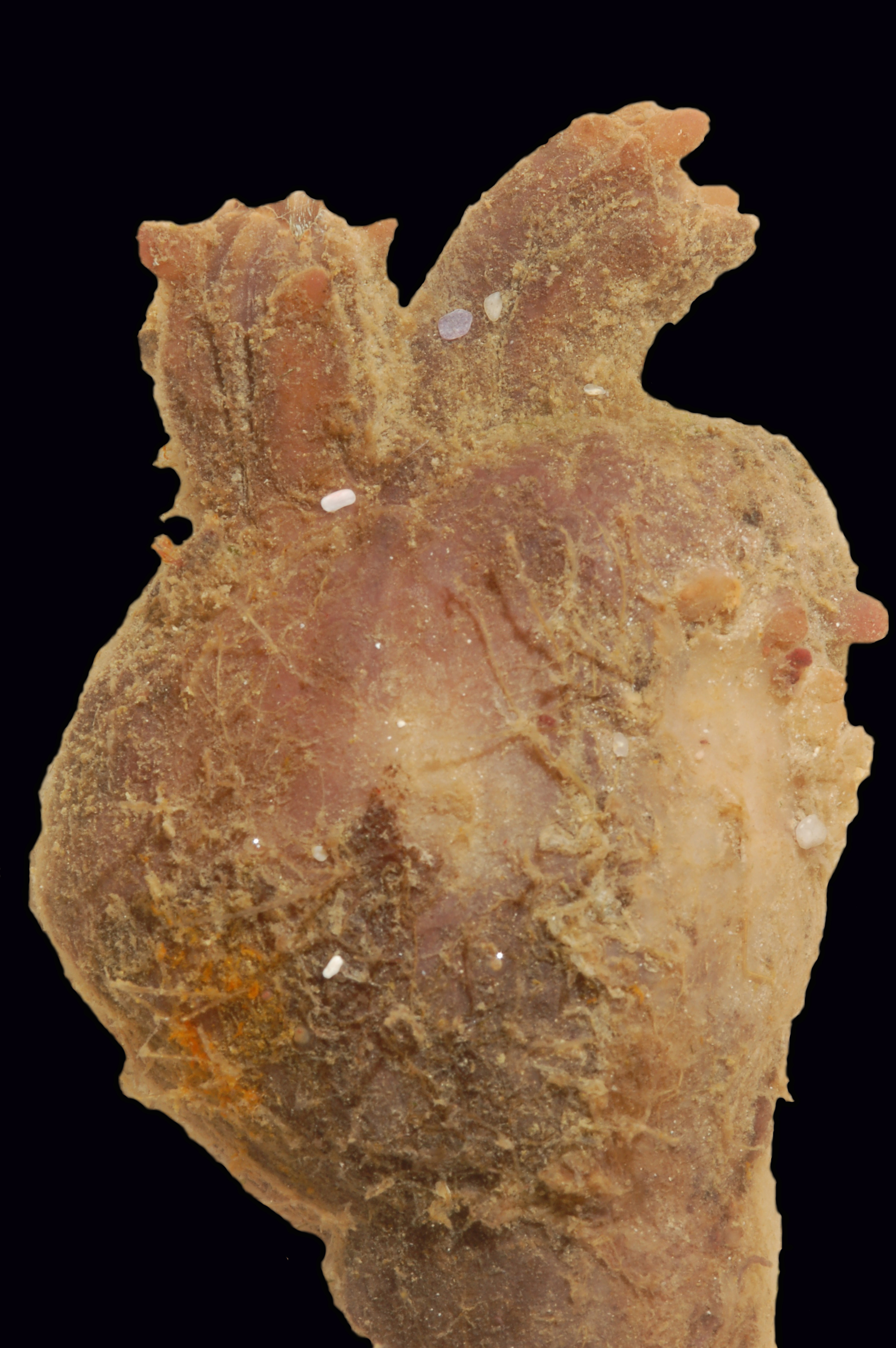
Pyura herdmani
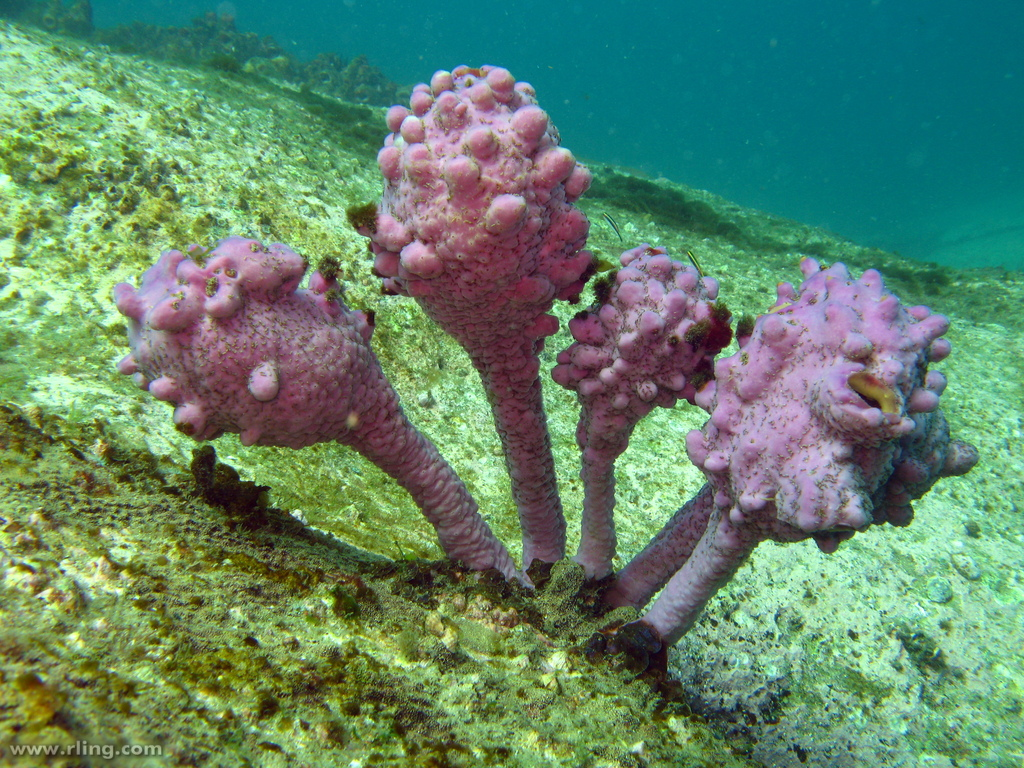
Pyura spinifera
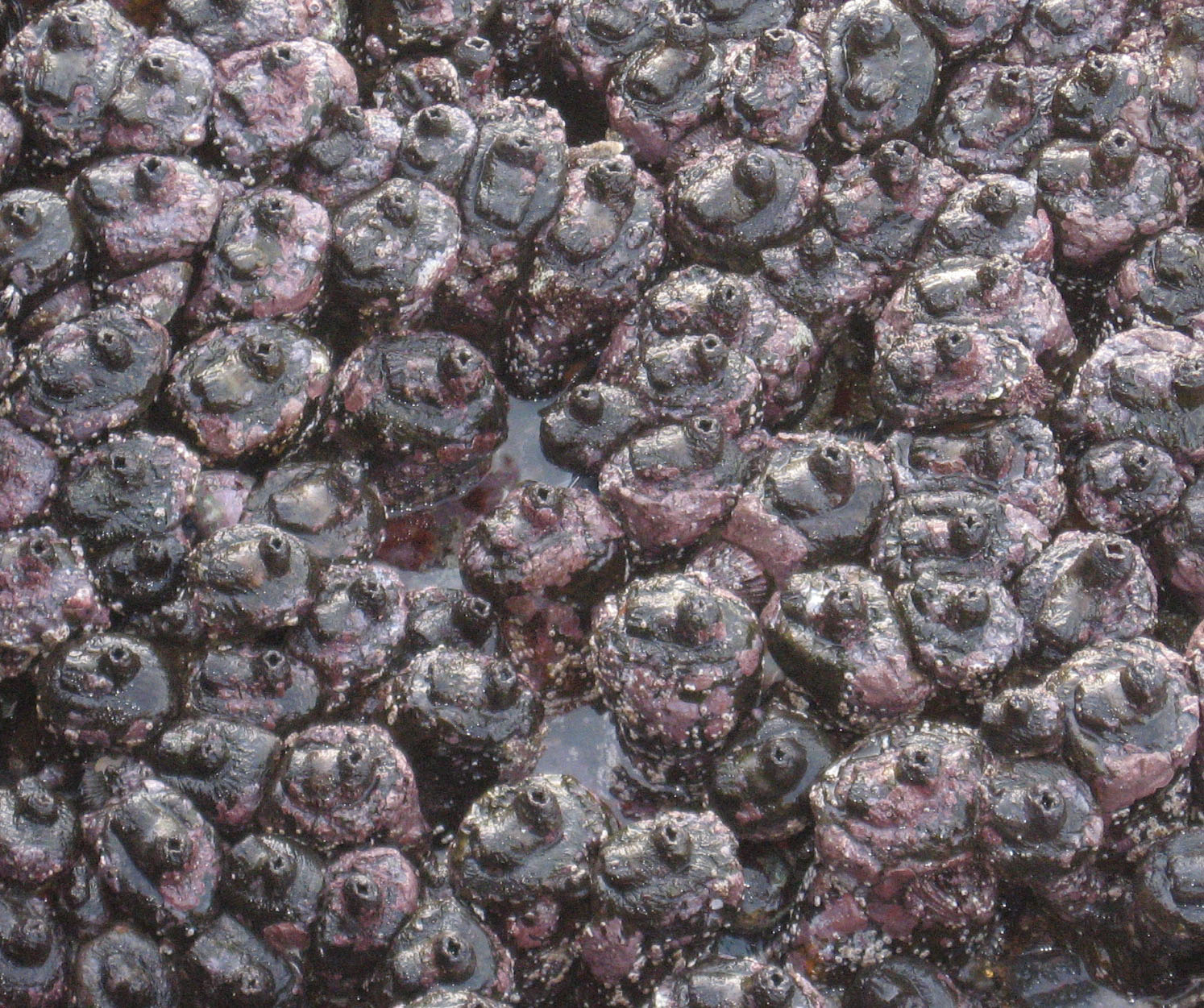
Pyura stolonifera
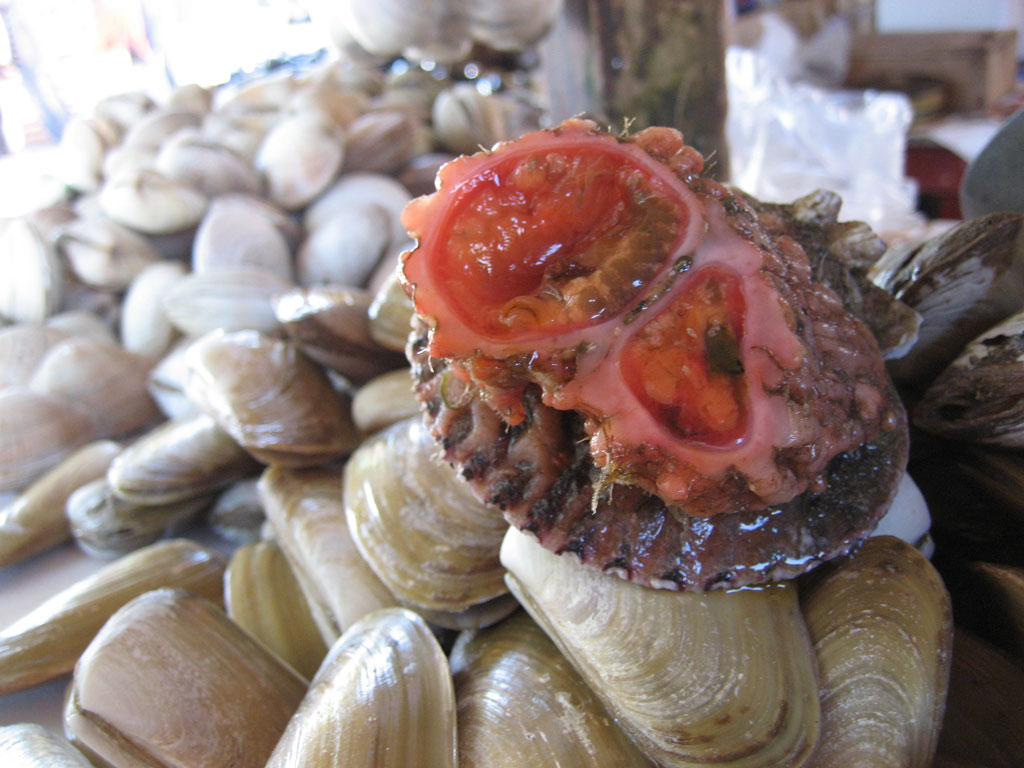
Pyura chilensis prêt à être consommé au Chili.